# Mojmírovce

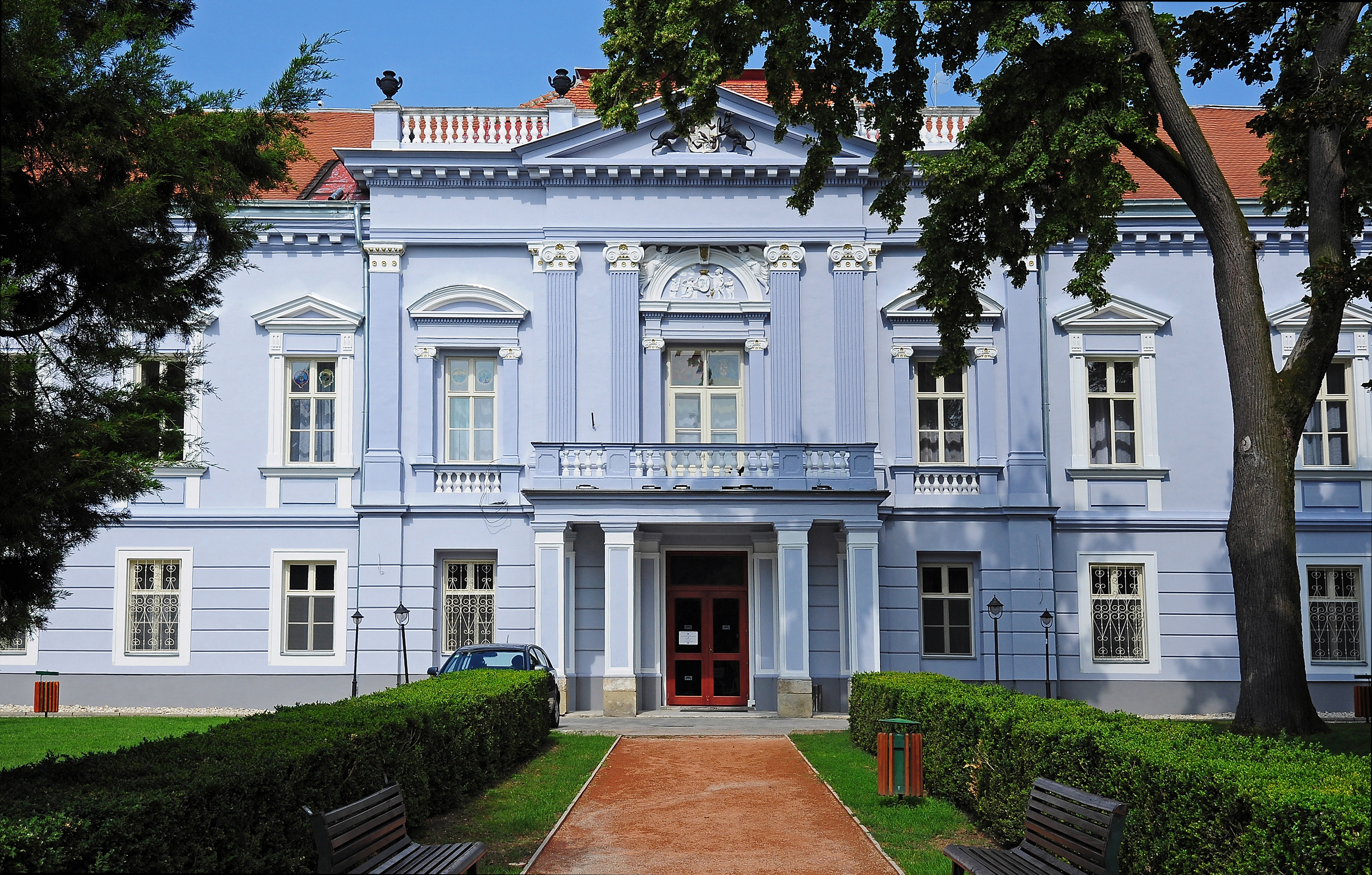
Místní kaštel (Mojmírovce)

Mojmírovce (maďarsky Ürmény, německy Urmin) jsou obec na Slovensku v okrese Nitra.
Mojmírovce se nacházejí asi 14 km jižně od Nitry na vedlejší komunikaci, která spojuje obce Cabaj-Čápor a Ivanka pri Nitre. Obec se nachází v rovinaté a úrodné oblasti s teplým klimatem.

## Název
Obec se v roce 1156 uváděla pod názvem Ilmer (případně Ylmer). Dalšími historickými názvy byly Ilmyr, Ilmar, Ilmur (1275), Irmell, Urmel, později Urmín (1808). Název Mojmírovce se používá od roku 1948.
Podle slavisty Jána Stanislava bylo základem názvu Urmín slovanské slovo ilm, tedy jilm.

## Dějiny
První zmínka o obci pochází z roku 1156, kdy patřila rodu Ilmer-Ürményiů. Podle listiny z roku 1315 měla obec status městyse. Obec měla také pečeť a znak, v němž byl list révy vinné a dva hrozny. Urmín měl právo pořádat trhy, právo vlastnit jatka a pivovar.
V roce 1710 byla obec postižena morem a v roce 1715 měla pouze 15 usedlostí, ale již v roce 1787 bylo v obci 300 domů a 2004 obyvatel.

## Obyvatelstvo
Z celkového počtu obyvatel obce se při sčítání v roce 2001 hlásilo ke slovenské národnosti 2639 obyvatel (98%), k české 23 obyvatel (téměř 1%), k maďarské 10 obyvatel (0,4%). Nejvýznamnějším náboženstvím v obci bylo římskokatolické (2369 obyv., 88%), a evangelické (37 obyv., 1,4%). Přibližně 10% obyvatelstva se nepřihlásilo k žádné víře (267 obyv., 9,9%). V obci bylo 913 domů.
Přibližně polovina obyvatel byla v roce 2001 ekonomicky aktivní (1355 obyv.). Z nich asi polovina dojíždí za prací do města Nitra.
| 1787  | 1828  | 1869  | 1890  | 1910  | 1930  | 1950  | 1970  | 1980  | 1991  | 2001  | 2006  |
| ----- | ----- | ----- | ----- | ----- | ----- | ----- | ----- | ----- | ----- | ----- | ----- |
| 2 004 | 2 661 | 2 826 | 3 302 | 3 347 | 3 253 | 3 279 | 2 800 | 2 732 | 2 565 | 2 694 | 2 767 |

## Infrastruktura
V obci je pošta, obchodní centrum, zdravotní středisko (obecný, dětský a zubní lékař), lékárna a bankomat. Zámek je využíván na pořádání konferencí i jako hotel (k vybavení patří i tenisové kurty, tělocvična, bazén, sauna a střelnice). Na náměstí ve středu obce se nachází restaurace.
Mojmírovce mají vybudován obecní rozvod vody, kanalizaci, čističku odpadních vod a rozvod zemního plynu.
V obci je mateřská škola, základní škola, odborné učiliště pro postiženou mládež a Ekonomická univerzita v Bratislave zde pořádá rekvalifikační kurzy, externí studium a vědecké konference. Ve společenském domě je velký sál, kluby dětí a mládeže, posilovna a knihovna. V obci je také fotbalový stadion.
Na území obce je několik zastávek příměstské dopravy. Nejbližší železniční zastávka, vzdálená 3 km od obce, se nachází v Ivance pri Nitre.

## Památky
- Římskokatolický kostel sv. Ladislava, postavený v letech 1718–1721 v barokním stylu[6]
- Zámek s parkem, v současnosti hotel se salónem rodáka z Mojmírovců hraběte Antona Grasalkoviče a se salónem původních majitelů – Hunyadyovců[7][8][9]
- Letohrádek  knížete Aldobrandiniho s parkem, v současnosti regionální muzeum Mojmírovce[10]
- Strojní mlýn s původním technologickým zařazením

## Známé osobnosti
- Anton I. Grasalkovič (1694 – 1771), uherský hrabě, důvěrník Marie Terezie
- Jozef Alojz Durgut (1790 – 1872), biskup, znalec církevního práva
- Gustáv Appel (1804 – 1903), zemědělec, statkář
- Vilmos Fraknói (1843 – 1924), maďarský historik
- Emil Funczík (1892 – 1972), profesor, první děkan teologické fakulty UK
- Jan Anděl (17. února 1911 – 11. dubna 1948 les u obce Libá), svobodník ČSA zabit příslušníky SNB při pokusu překročit státní hranici do Německa

## Partnerské obce
- Csömör, Maďarsko